# Église de Pomarkku
L'église de Pomarkku (en finnois : Pomarkun kirkko) est une église luthérienne située à  Pomarkku en Finlande.

## Présentation
Dès avant 1900, la paroisse songe à bâtir une nouvelle église et commande des plans à Josef Stenbäck.
Ces plans ne seront pas retenus et c'est l'étudiant en architecture Ilmari Launis qui concevra ceux de l'église actuelle.
La construction de l'édifice en granite gris débute en 1914 mais, à cause des années difficiles, l'église est inaugurée en 1921.
La chaire est, fait rarissime, au-dessus de l'autel.
La fresque du retable peinte par Ilmari Launis représente Jésus mourant sur la Croix.
Au-dessus de la porte d'entrée est écrit Je suis la source de la vie.
L'orgue de style romantique à 14 jeux est d’origine.